# Рвамагана
Рвамагана (фр. Rwamagana) — місто в Руанді, адміністративний центр Східної провінції. Висота центру міста становить 1528 метрів над рівнем моря.

## Населення
| 1988  | 2002   | 2012   |
| ----- | ------ | ------ |
| 4 200 | 47 203 | 53 536 |